# The Journals of Knud Rasmussen
The Journals of Knud Rasmussen is een Canadese speelfilm uit 2006, geregisseerd door Zacharias Kunuk. De film is gebaseerd op de autobiografie Across Arctic America: Narrative of the Fifth Thule Expedition (1927) van Knud Rasmussen.